# Évariste Galois
 Der er for få eller ingen kildehenvisninger i denne artikel, hvilket er et problem. Du kan hjælpe ved at angive troværdige kilder til de påstande, som fremføres i artiklen.

Évariste Galois (IPA: [evaʁist ɡaˈlwa]; født 25. oktober 1811 i Bourg-la-Reine, død 31. maj 1832) var en fransk matematiker. Meget ung var han i stand til at bestemme en nødvendig og fyldestgørende betingelse for, at et polynomium kan løses ved rodtegn og løste dermed et gammelt matematisk problem. Hans arbejde dannede grundlaget for Galoisteorien, en større gren af den abstrakte algebra og underemnet Galoisforbindelser. Han var den første til at bruge ordet "gruppe" (fransk: groupe) som et teknisk begreb indenfor matematikken til at repræsentere en gruppe permutationer. Han døde 20 år gammel i en duel .

## Barndom og ungdom
Galois var søn af Nicolas-Gabriel Galois og Adélaïde-Marie, født Demante. Hans far var republikaner og leder af Bourg-la-Reines liberale parti, og han blev borgmester i landsbyen, da Ludvig 18. blev genindsat som konge i 1814. Hans mor var datter af en jurist. Hun læste latin og klassisk litteratur flydende, og hun var i de første tolv år af hans liv ansvarlig for hans uddannelse. I oktober 1823 kom Galois ind på lycée Louis-le-Grand, og trods tumult i skolen i semesterets begyndelse, hvor over hundrede elever bortvistes, klarede Galois sig godt, og han var den bedste i latin. Han begyndte efter to år at kede sig over studierne, og i en alder af 14 år begyndte han at interessere sig for matematikken. Han fandt et eksemplar af Adrien Marie Legendres Éléments de Géométrie, og det hed, at han læste den "som en roman" og mestrede stoffet ved første gennemlæsning. Som 15-årig læste han de afhandlinger af Joseph Louis Lagrange og Niels Henrik Abel – værker der var beregnet til professionelle matematikere, og hans lærere anklagede ham for rørende ærgerrighed og originalitet.

## Spirende matematiker
I 1828 forsøgte Galois at tage adgangseksamen til École Polytechnique uden at have forberedt sig og dumpede. Samme år kom han ind på École préparatoire, en forberedelsesanstalt for matematiske studier, hvor flere af lærerne fattede sympati for ham. Året efter udgav Galois sin første afhandling om kædebrøker, som viser Galois som en dygtig elev, men bestemt ikke et geni. Ikke desto mindre begyndte han at gøre fundamentale fund indenfor teorien om polynomiumsligninger, og han skrev to afhandlinger om det til Det Franske Videnskabsakademi. Augustin Louis Cauchy bedømte disse afhandlinger og lader til at have anerkendt værdien af Galois' værker, selv om mange har påstået det modsatte. Cauchy nægtede dog at lade dem offentliggøre af årsager som stadig er uklare.
28. juli 1829 begik Galois' far selvmord efter en bitter politisk strid med den lokale landsbypræst. Få dage senere forsøgte Galois for anden og sidste gang at komme ind på Polytechnique, og dumpede igen. Det er ubestrideligt, at Galois var mere end kvalificeret; der er dog flere teorier om, hvorfor han dumpede. En udbredt myte siger, at han ikke fandt opgaven interessant og i ophidselse smed tavlekluden i hovedet på eksaminatoren. Mere sandsynligt er det, at Galois nægtede at underbygge sine udsagn og besvare eksaminatorens spørgsmål. Hans fars død kan også have påvirket hans opførsel.
Hans afhandling om ligningsteori  blev indsendt flere gange, men blev af flere grunde ikke offentliggjort i hans levetid. Hans første forsøg blev afvist af Cauchy, men han forsøgte igen i februar 1830 efter at have fulgt Cauchys henstillinger og indsendte den til Fourier til akademiets Guldmedalje. Fourier døde kort efter, og afhandlingen gik tabt. Præmien gik det år posthumt til Abel og til Jacobi. På trods af den tabte afhandling offentliggjorde Galois samme år tre andre afhandlinger, som kom til at danne grundlaget for Galoisteorien.

## Politisk urostifter
Galois levede i en tid med politisk urolighed i Frankrig. Karl 10. havde fulgt Ludvig 18. i 1824, men i 1827 led kongens parti et stort nederlag, og i 1830 fik det liberale oppositionsparti stemmeflertal. Karl, som var i modvind, forsøgte et statskup og udsendte sine berygtede juli-ordonnanser, som blev startskuddet til Julirevolutionen, som endte med, at Ludvig-Filip blev konge. Mens deres modparter på Polytechnique skrev historie i gaderne under les Trois Glorieuses, blev Galois og de andre studerende på École Normale låst inde af skolens inspektør. Galois var så ophidset over det, at han skrev et sviende brev, hvori han kritiserede inspektøren, og sendte det til Gazette des Écoles underskrevet med fuldt navn. Selvom Gazette's redaktør ændrede underskriften før publiceringen, blev Galois forudsigeligt nok bortvist.
Selv før sin bortvisning fra Normale 4. januar 1831 meldte Galois sig til Nationalgardens artilleri. Det og andre politiske engagementer fjernede ham fra de matematiske studier. På grund af kontroverser om Nationalgarden kort efter Galois blev medlem 31. december 1830, blev dets artilleri opløst, da der var frygt for, at det kunne destabilisere regeringen. Næsten samtidigt blev 19 officerer fra Galois' tidligere enhed arresteret og anklaget for konspiration mod regeringen.
I april blev de 19 officerer frikendt for alle anklager, og 9. maj 1831 blev der holdt en banket i deres ære med mange berømte personligheder som Alexandre Dumas. Stemningen blev oprørsk, og Galois udbragte en skål for kong Ludvig-Filip med en daggert over sit glas. Det blev tolket som en trussel mod kongens liv. Galois blev arresteret næste dag, men blev frikendt 15. juni.
Næste Bastilledag gik Galois i spidsen for en protest i det forbudte artilleris uniform bevæbnet med flere pistoler, en riffel og en daggert. Han blev arresteret og idømt seks måneders fængsel for at bære uniformen. Han blev løsladt 29. april 1832. I fangenskabet videreudviklede han sine matematiske ideer.

## Sidste tid og død
Galois vendte tilbage til matematikken efter sin bortvisning fra Normale, selv om han konstant forstyrredes af sit politiske arbejde. Da han blev bortvist fra Normale i januar 1831, forsøgte han at undervise en privatklasse i avanceret algebra. Det lykkedes klassen at tiltrække en smule opmærksomhed, men den aftog, da hans politiske aktivisme havde første prioritet. Siméon Poisson foreslog Galois at indsende sit arbejde om ligninger. Det gjorde han den 17. januar. Omkring den 4. juli erklærede Poisson Galois' arbejde for "uforståeligt" med ordene "[Galois'] argument er hverken tilstrækkeligt klart eller tilstrækkeligt veludviklet til at lade os vurdere dets stringens", men han sluttede afvisningen med det opmuntrende: "Vi vil så foreslå, at forfatteren udgiver sit arbejde som helhed, så en definitiv mening kan dannes." Selv om Poissons skrev sin afvisning inden Galois' arrestation, tog det nogen tid, før den nåede Galois i fængslet i oktober. Han reagerede ikke overraskende meget voldsomt på den og besluttede sig til ikke at lade akademiet udgive sine værker. Han udgav dem i stedet privat gennem vennen Auguste Chevalier. Galois fulgte Poissons anbefaling og begyndte at samle sine matematiske manuskripter, mens han endnu sad i fængsel. Han finpudsede sine ideer, til han blev løsladt 29. april 1832.
En måned efter løsladelsen 30. maj udkæmpede Galois en fatal duel. Baggrunden for duellen vil nok aldrig blive kendt. Fem dage før sin død skrev han et brev til Chevalier. I det hentydede han til en kærlighedsaffære. Arkivundersøgelser af hans breve har afsløret, at kvinden, han elskede, var frøken Stéphanie-Felice du Motel, datter af en fysiker på det pensionat, hvor han boede efter sin løsladelse. Der er fundet fragmenter af breve fra hende, afskrevet af Galois med hendes navn bevidst eller ubevidst er udeladt. De viser, at han blev afvist og var oprørt over det. Brevene viser en vis intimitet, for frøken du Motel havde tilsyneladende betroet ham flere af sine bekymringer. Det var muligvis det, som fik ham til at duellere for hende. Denne teori støttes af de breve, som Galois skrev til sine venner, natten før han døde. Meget detaljerede spekulationer baseret på disse sparsomme informationer er udbygget af flere af Galois' biografer. F.eks. er der en teori om, at hele episoden var arrangeret af politiet og royalistiske fraktioner for at eliminere en politiske fjende.
Alexandre Dumas udpeger den anden duellant som Pescheux d'Herbinville, en af de nitten artilleriofficerer som banketten, som førte til Galois' første arrestation, var til ære for. Dumas står alene med denne teori. Avisudklip fra få dage efter duellen giver en beskrivelse af den anden duellant, som snarere passer på en af Galois' republikanske venner, sandsynligvis Ernest Duchatelet, som blev arresteret sammen med Galois. På grund af de modsigende informationer kan duellantens identitet ikke fastslås med sikkerhed.
Galois var så overbevist om, at han skulle dø, at han sad oppe hele natten før duellen og skrev breve til sine republikanske venner. Han skrev også det, der skulle blive hans matematiske testamente. Han skrev også et berømt brev til Auguste Chevalier med hovedtrækkene af sine ideer. Hermann Weyl, en af de største matematikere i det 20. århundrede, sagde om testamentet: "Dette brev er, hvis det bedømmes på dets novation og dybsindighed, muligvis det mest betydningsfulde skrift i hele menneskeheden". Historien om Galois' samling af matematiske tanker natten før hans død synes at være overdrevet. I sin afhandling analyserede han løseligt ideerne i nogle af de arbejder, han havde udført og kommenterede et eksemplar af det manuskript, han havde sendt til akademiet, og andre afhandlinger. Den 30. maj 1832 blev han skudt i maven og døde næste dag kl. 10 på hospitalet i Cochin muligvis af peritonitis, bughindebetændelse efter at have afvist en præsts forrettelse. Han blev 20 år gammel. Hans sidste ord til broderen Alfred var:

Ne pleure pas, Alfred ! J'ai besoin de tout mon courage pour mourir à vingt ans ! (Græd ikke, Alfred! Jeg behøver alt mit mod for at dø som 20-årig.)

Meget af dramatiseringen af hans død tilskrives en enkelt kilde – Eric Temple Bells Men of Mathematics.
Galois' matematiske bidrag blev først udgivet fuldstændigt i 1843, da Joseph Liouville havde gennemgået og godkendt hans manuskript. Det blev trykt i oktober-november 1846-udgaven af Journal des mathématiques pures et appliquées. Det mest berømte bidrag var et hidtil ukendt bevis for, at polynomiumsligninger af 5. grad eller højere ikke generelt kan løses ved hjælp af rodtegn. Niels Henrik Abel havde tidligere bevist umuligheden af en løsningsformel ved rodtegn for femtegradsligninger i 1824. Paolo Ruffini havde i 1799 publiceret en løsning, der viste sig fejlbehæftet. Galois' metoder førte til dybdegående forskning i, hvad der nu kaldes Galoisteori. Galoisteorien kan bruges til at bestemme, om en given polynomiumsligning kan løses vha. rodtegn.